# Мірдза Зівере
Мірдза Зівере (латис. Mirdza Zīvere; 20 вересня 1953, Рига) — радянська і латвійська співачка, нині продюсер, керівник відділу реклами на радіо SWH. Кавалер ордена Трьох зірок.

## Біографія
Корінна рижанка. З дитинства Мірдза співала в хорі і сольно, з 3 класу навчалася грі на акордеоні. Брала участь у самодіяльності технікуму легкої промисловості, де навчалася на модельєра. У 1974 році стала солісткою філармонії. Випускниця ГІТІСа, закінчила режисерське відділення масових заходів. Разом зі своїм партнером по сцені Імантом Ванзовичем вони стали першими латишами в своєму вузі, Мірдза до вступу не прочитала жодної книги російською мовою.
Всесоюзну популярність Мірдзі принесли як сольні виступи, так і виступи у складі ансамблю «Modo», з 1983 року перейменованого в «Опус», де вона виконувала соло з Ванзовичем. З піснею «Надо подумать» дует удостоївся премії на фестивалі «Пісня-84». Керівником ансамблю з 1978 року був композитор Зігмар Лієпіньш — чоловік Мірдзи (до цього керівником «Modo» був Раймонд Паулс). У складі ансамблю вона брала також участь у різних проектах Лієпіньша, наприклад, у рок-опері «Лачплесіс» (латис. Lāčplēsis).
У 1970-ті — 1980-ті роки пісні у виконанні Мірдзи Зівере 4 рази ставали переможцями національного конкурсу естрадної пісні «Мікрофон» — більше, ніж пісні будь-якого іншого виконавця.
Після розпаду СРСР Мірдза стала працювати в рекламному відділі на латвійському радіо SWH, яке очолював Зігмар Лієпіньш. Також вона періодично продюсувала оперні постановки свого чоловіка, організовувала різні великі заходи в Латвії. Очолювала своє власне агентство по організації презентацій «Муза». У 2003 році випустила альбом, тексти до пісень якого написала сама. У 2012 році ненадовго повернулася на сцену з новою, ювілейною програмою свого чоловіка.
У Мірдзи і Зігмара є дочка Зане і син Яніс.
У 2010 році нагороджена орденом Трьох Зірок IV ступеня.

## Цікаві факти
- Мірдза Зівере була першою виконавицею відомого шлягеру Раймонда Паулса «Маестро», який згодом виконувала Алла Пугачова в перекладі Іллі Рєзніка.
- Пісні у виконанні Мірдзи Зівере звучать у мультфільмі «На мій поріг села казка» (латис. «Sēd uz sliekšņa pasaciņa»)[7].

## Дискографія
1. 1979 — Viena день manā mužā / Один день в моєму житті[8]
2. 2003 — Zigmars Liepiņš. Darbi III. Mirdzas albums